# Фрескада (Тревизо)
Фрескада је насеље у Италији у округу Тревизо, региону Венето.
Према процени из 2011. у насељу је живело 5800 становника. Насеље се налази на надморској висини од 13 м.